# Ryom Chun-ja
Ryom Chun-ja (* 19. November 1942) ist eine ehemalige nordkoreanische Volleyballspielerin.

## Karriere
Ryom gewann mit der nordkoreanischen Nationalmannschaft bei der Weltmeisterschaft 1970 und bei den Olympischen Sommerspielen 1972 jeweils die Bronzemedaille.